# Radio Industrija Nikola Tesla
Radio Industrija Nikola Tesla je bio prvi jugoslavenski proizvođač radio uređaja poslije Drugog svjetskog rata.

## Osnivanje
Tvornica je osnovana u  Beogradu 1946. kao državno poduzeće, a prvi model je izašao 1947.
Za izradu radija su korišteni dijelovi koji su uvoženi iz  Nizozemske od  Phillips-a ali i od  talijanskog proizvođača elektronike  Dukatija, koji je u to vrijeme proizvodio radio uređaje.
Model Kosmaj 49 je baziran na  Phillips-ovom BX373A modelu.

## Modeli
- Kosmaj 47             -1947
- Kosmaj 48             -1948
- Kosmaj 49             -1949
- Igman                 -1949
- Tesla 51              -1951
- Tesla 51a (51 a)      -1951
- Kosmaj 52             -1952
- Tesla 52              -1952
- Tesla 52A (52 A)      -1952
- Tesla 53B (53 B)      -1953
- Tesla 53C (53 C)      -1953
- Tesla 53E (53 E)      -1953
- Tesla 54C (54 C)      -1954
- 54E (54 E)            -1954
- Kopaonik 54-6         -1954
- Tara 55                 - 1955
- Tesla 55C             -1955
- Avala 55              -1955
- 57B (57 B)            -1957
- 58A (58 A)            -1958
- 58B (58 B)            -1958
- 58U (58 U)            -1958